# 投65線
投65線 埔里市區－新城，是位於南投縣的一條鄉道，起點位於南投縣埔里鎮埔里市區，終點於南投縣魚池鄉新城，全長12.406公里。1966年此路首次列入鄉道系統，並保持相同編號與路線至今。

## 路線說明
南投縣
- 埔里鎮：埔里市區0.0k（起點，台14線舊線、投67線起點岔路）→ 南盛街 → 右轉 → 忠孝路 → 隆生路 → 1.8k（南環路投72-1線岔路）→ 白葉坑2.5k左轉共線（投67線共線）→ 珠生路→  珠仔山3.4k右轉結束共線（結束共線）→ 鹽菜甕5.6k（鄉鎮界）
- 魚池鄉：鹽菜甕5.6k（鄉鎮界） → 香茶巷 → 7.7k（埔尾巷岔路，可間接通往投67線）→鹿篙10.5k → 新城12.406k（終點，台21線岔路）

## 交會公路
- 台14線
- 台21線
- 投67線
- 投72-1線

## 沿線地標

義女廟

- 義女廟
- 善天寶塔
- 香茶巷40號紅茶 （页面存档备份，存于）
- 和菓森林莊園

目前遺留一塊里程碑，位於4k里程牌旁。